# Ernst Herter
Ernst Gustav Herter (født 14. maj 1846 i Berlin, død 21. december 1917 sammesteds) var en tysk billedhugger. 
Herter var uddannet på og senere professor ved Akademiet i sin fødeby. Han vakte først opmærksomhed med Bakkantinde, der leger med en dreng (1870), skabte derefter Antigone i forskellige fremstillinger, Orestes, Såret Achilleus (1879); for Berlins Nationalgalleri statuetten (bronze) Hvilende Alexander, senere Døende Achilleus (i gips 1881, Ny Carlsberg Glyptotek). I øvrigt udførte Herter megen dekorativ og monumental skulptur: statuen af kejser Vilhelm I (Kriminalrettens bygning i Berlin), krigermindesmærker, kejser-Vilhelm-monumentet i Holtenau (1900) og så videre. Det for Düsseldorf bestemte mindesmærke for Heinrich Heine blev på grund af patriotisk modstand afvist og opstillet i New York (1899); en portrætfigur af samme digter kom til kejserinde Elisabeths lystslot på Korfu. Hans statue Odysseus var en tid opstillet i bronze på Langelinie i København.